# Gracillarioidea
Gracillarioidea — велика надродина, що включає чотири родини лускокрилих комах. Це зазвичай невеликі молі, що мінують у тканинах рослин, як гусениці. Є близько 113 описаних родів поширених по всьому світу, найчастіше зустрічаються мінери в родині Gracillariidae .

## Спосіб життя
Самки відкладають по одному яйці на харчові рослини і прикріпляють їх секрецією. Гусениці-мінери після вилуплення живуть безпосередньо в тканинах рослин. Більшість видів живиться тільки спеціальними видами рослин, відомо принаймні, 80 родин рослин.